# Contea di Gyantse
La contea di Gyantse (江孜县S, Jiāngzī XiànP) o contea di Gyangzê è una contea della Cina, situata nella Regione Autonoma del Tibet e amministrata dalla prefettura di Shigatse.

Gyantse
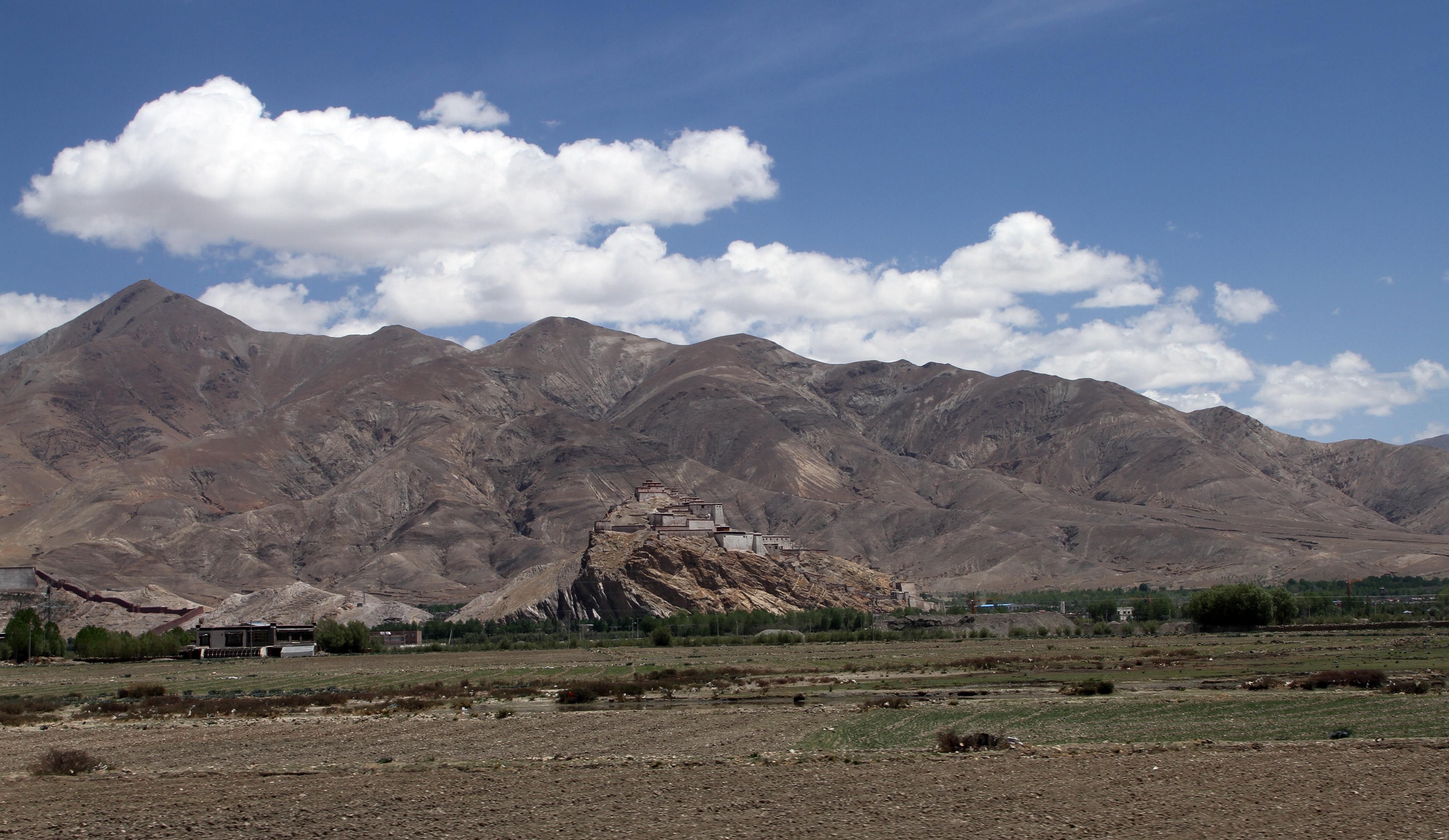
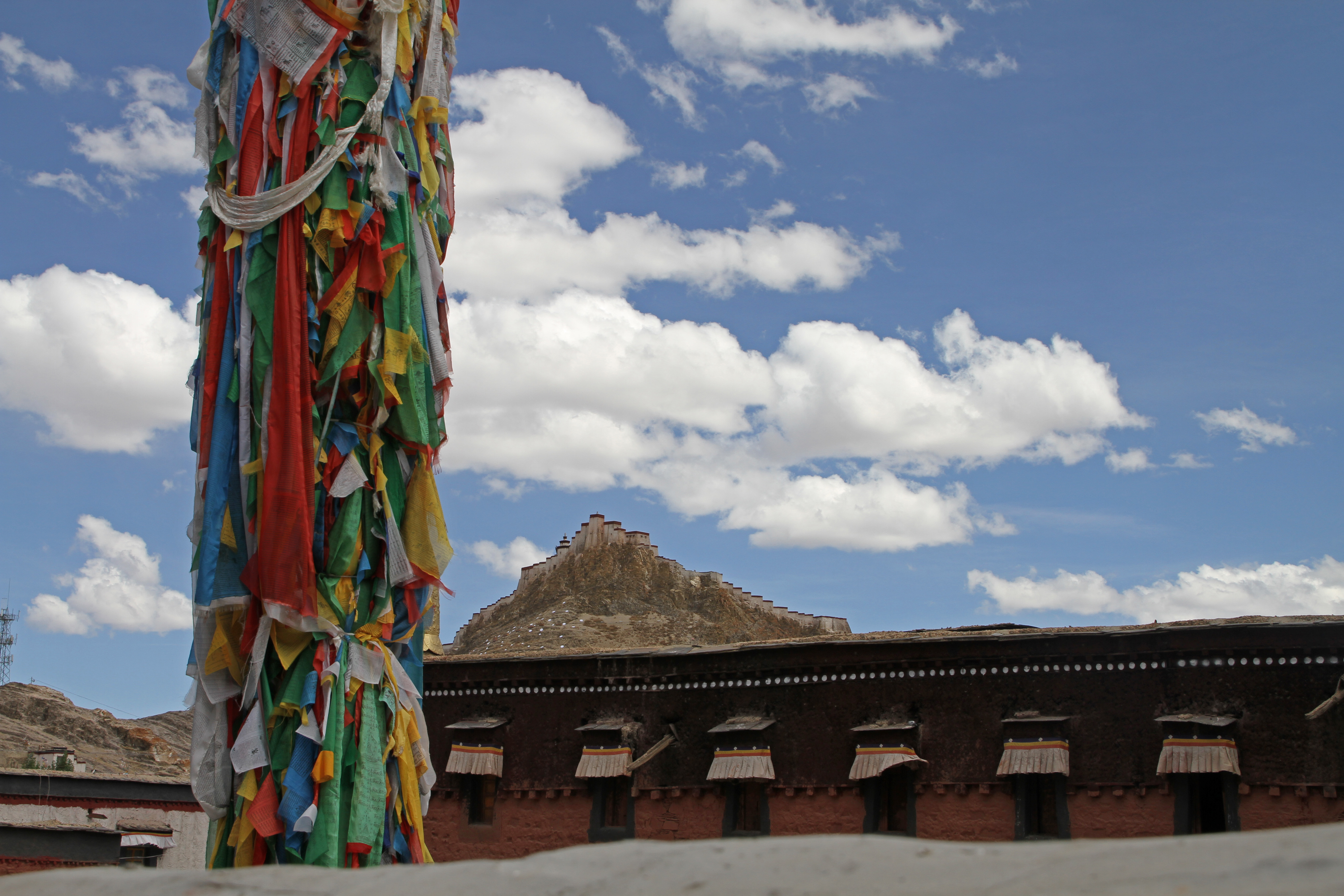
Dzong
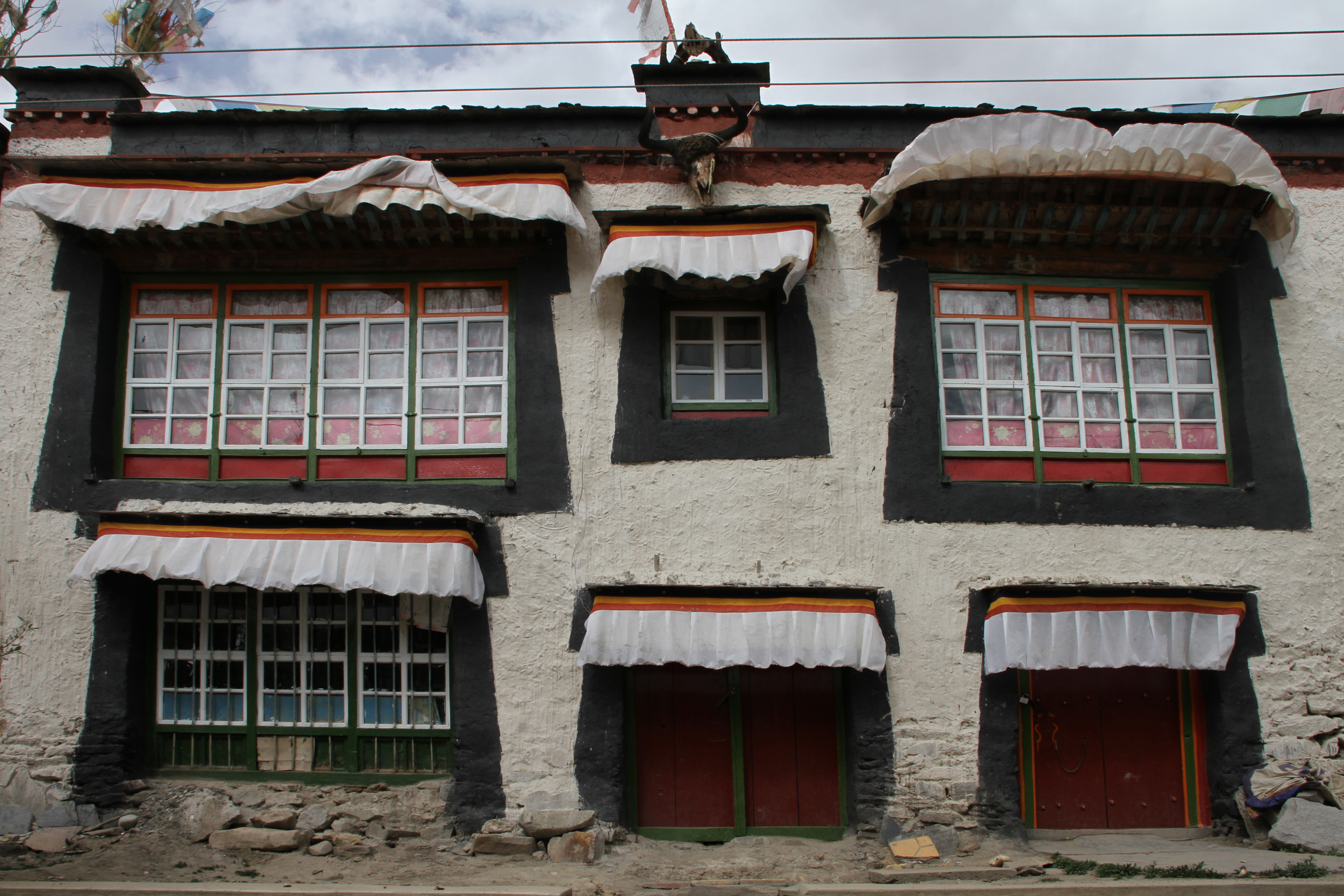
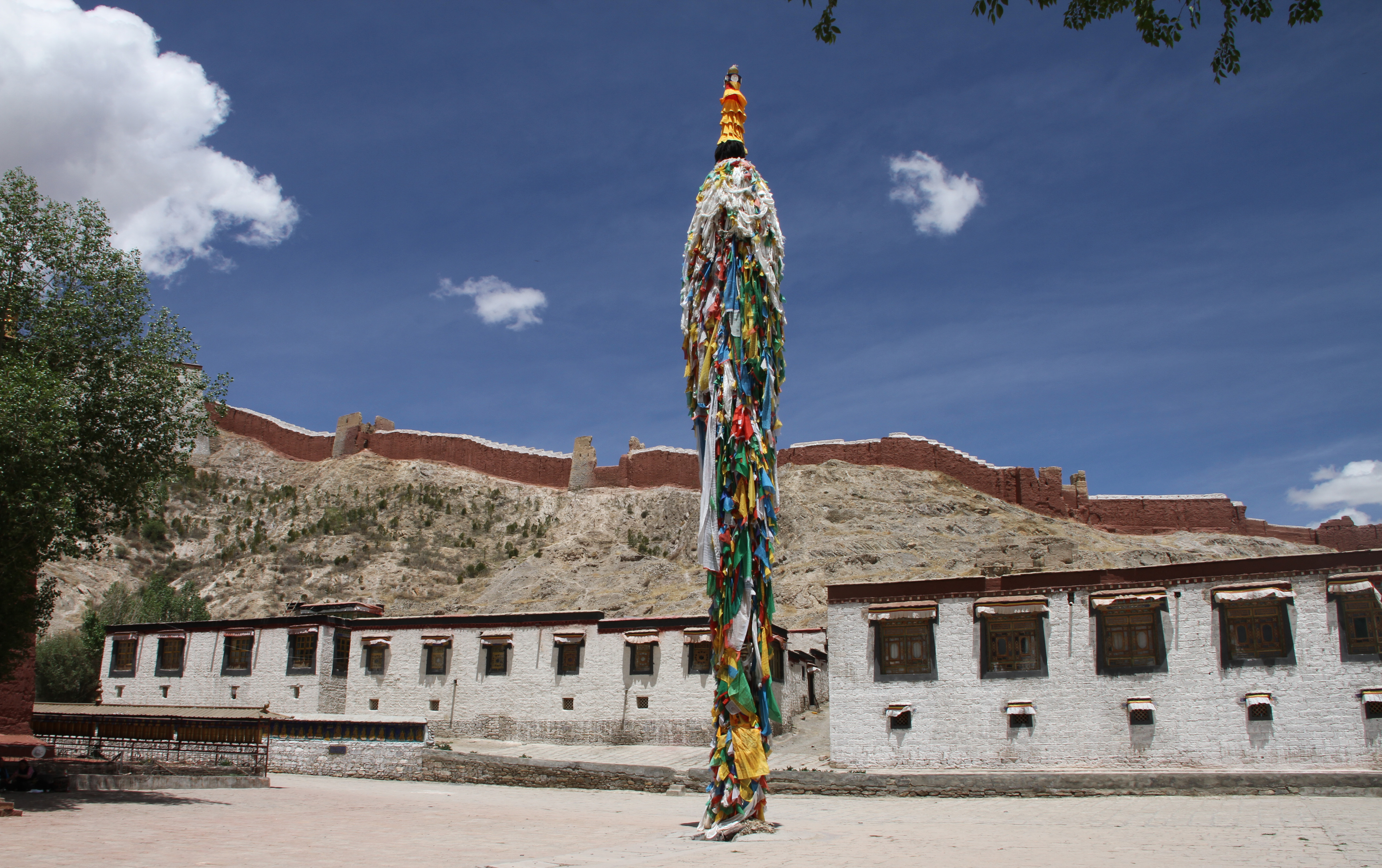
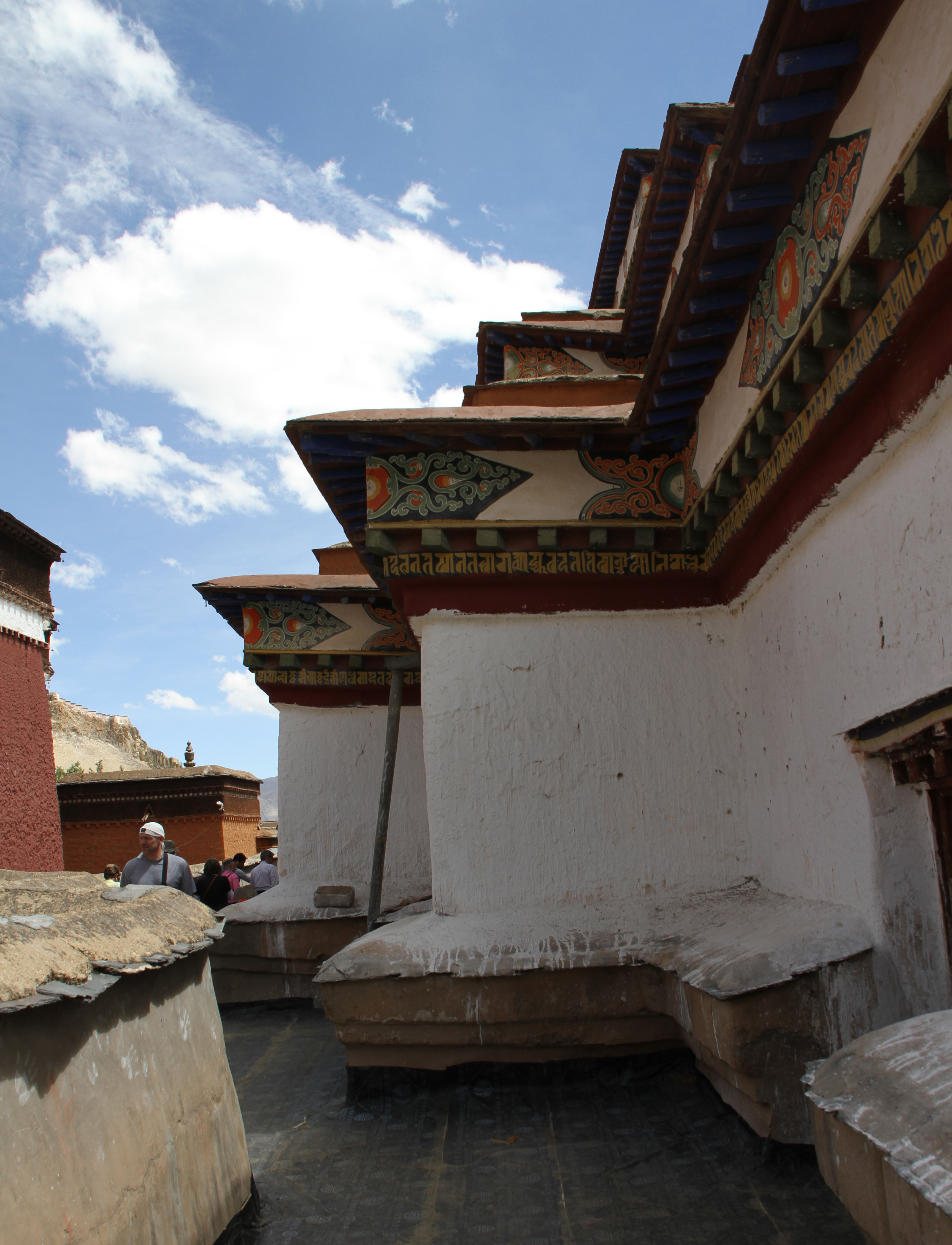
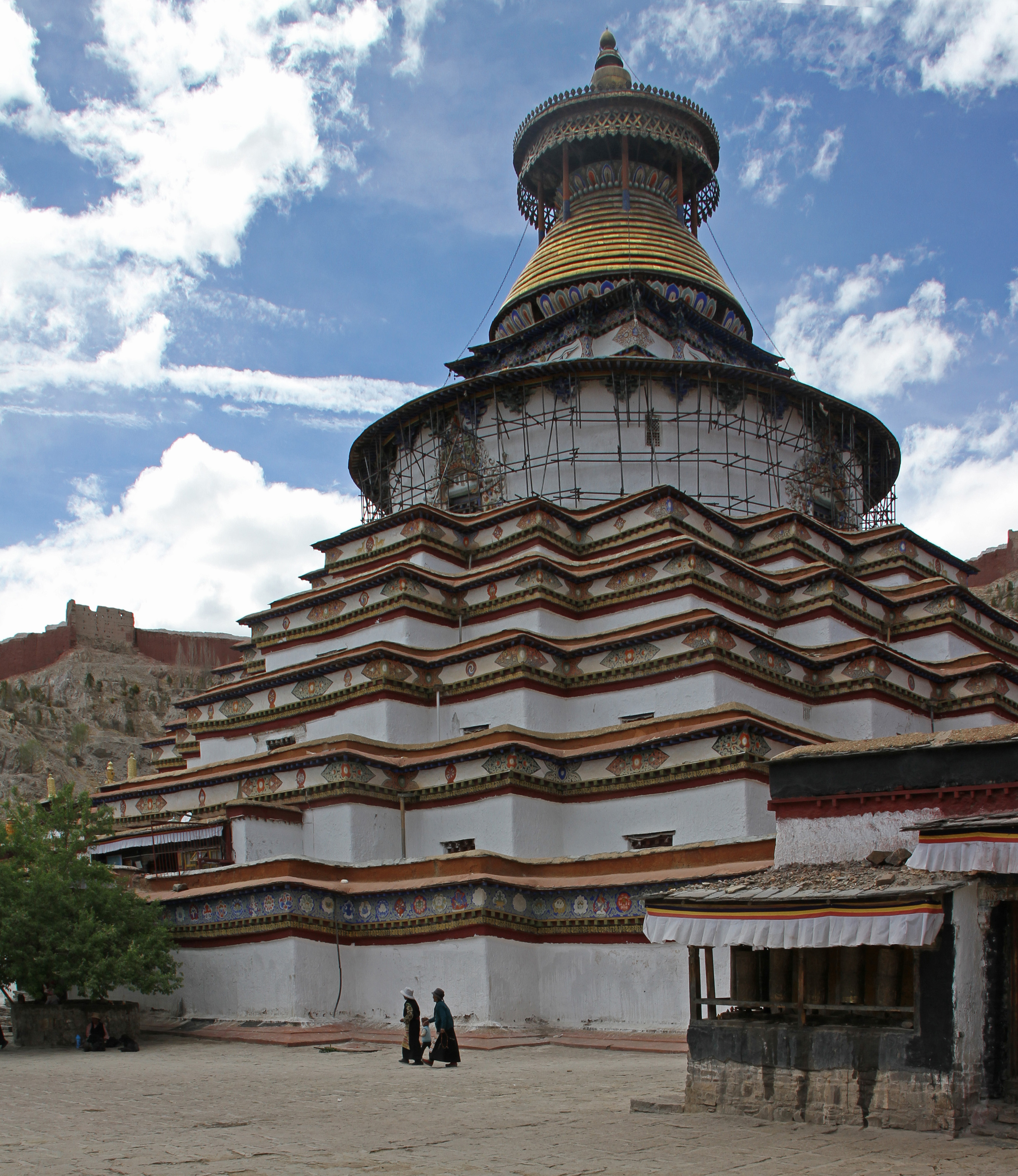
Kumbum